# Kuchnia Izraela

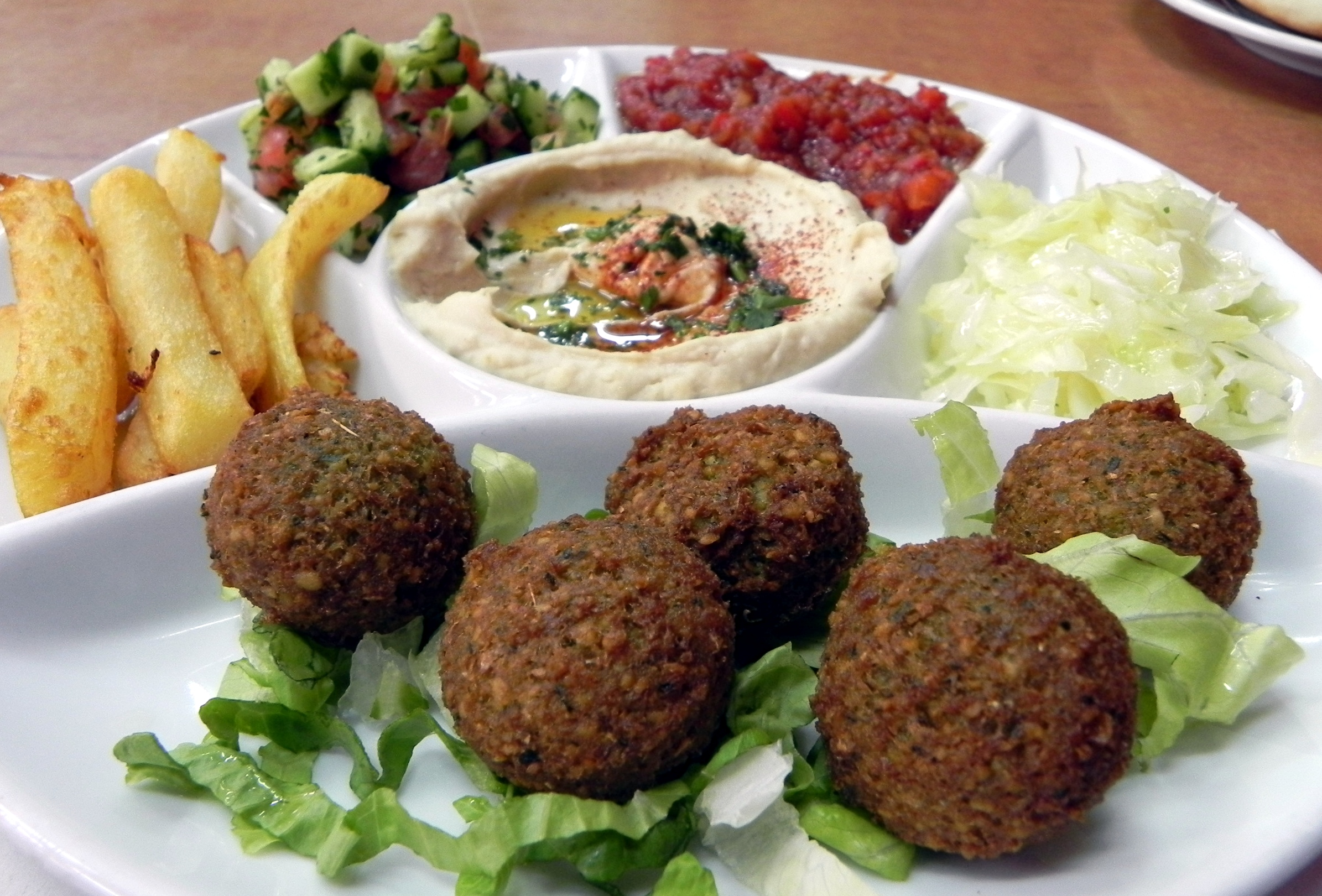
Zestaw typowych potraw z kuchni izraelskiej, m.in. falafele, hummus oraz sałatka z ogórków i pomidorów

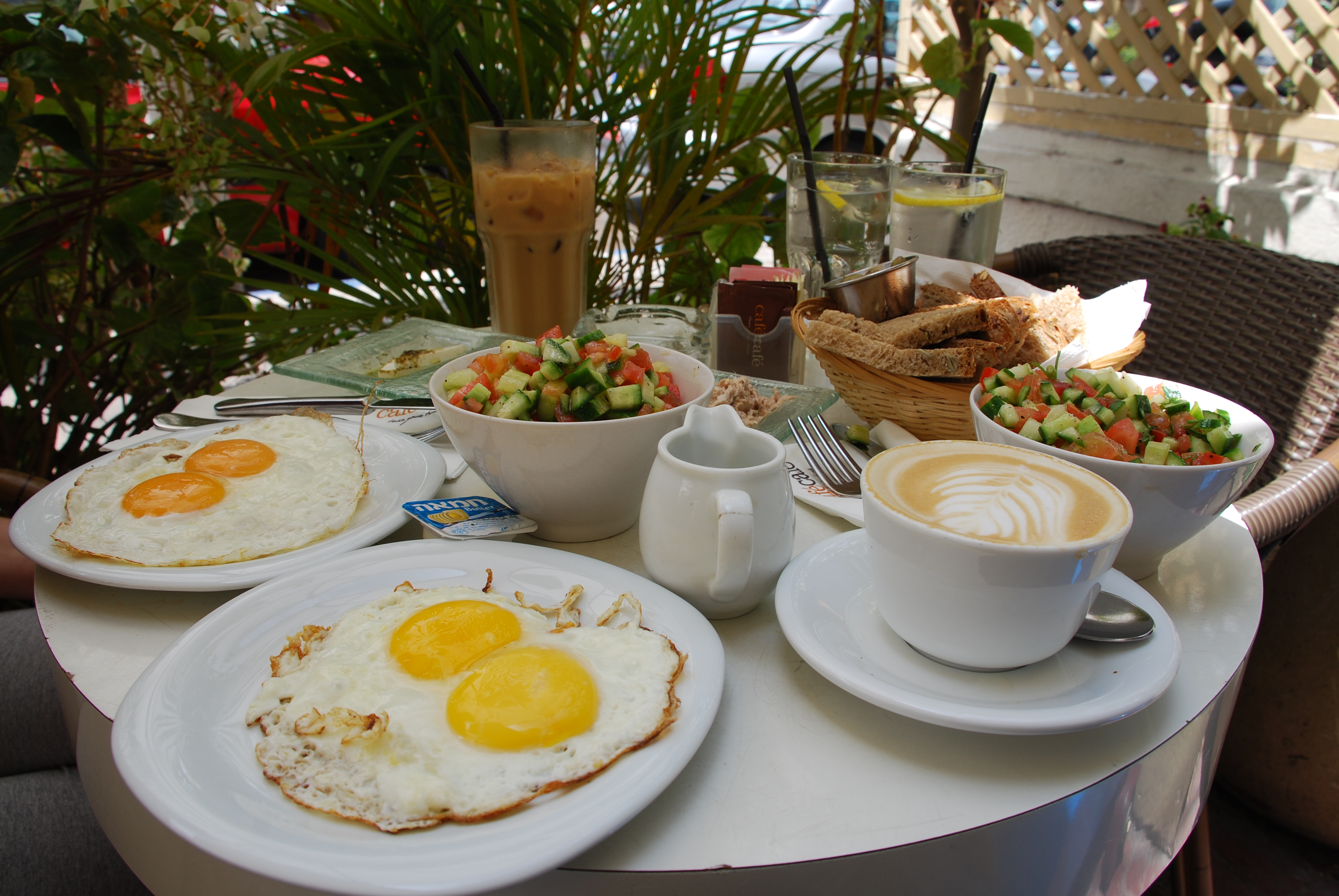
Śniadanie izraelskie

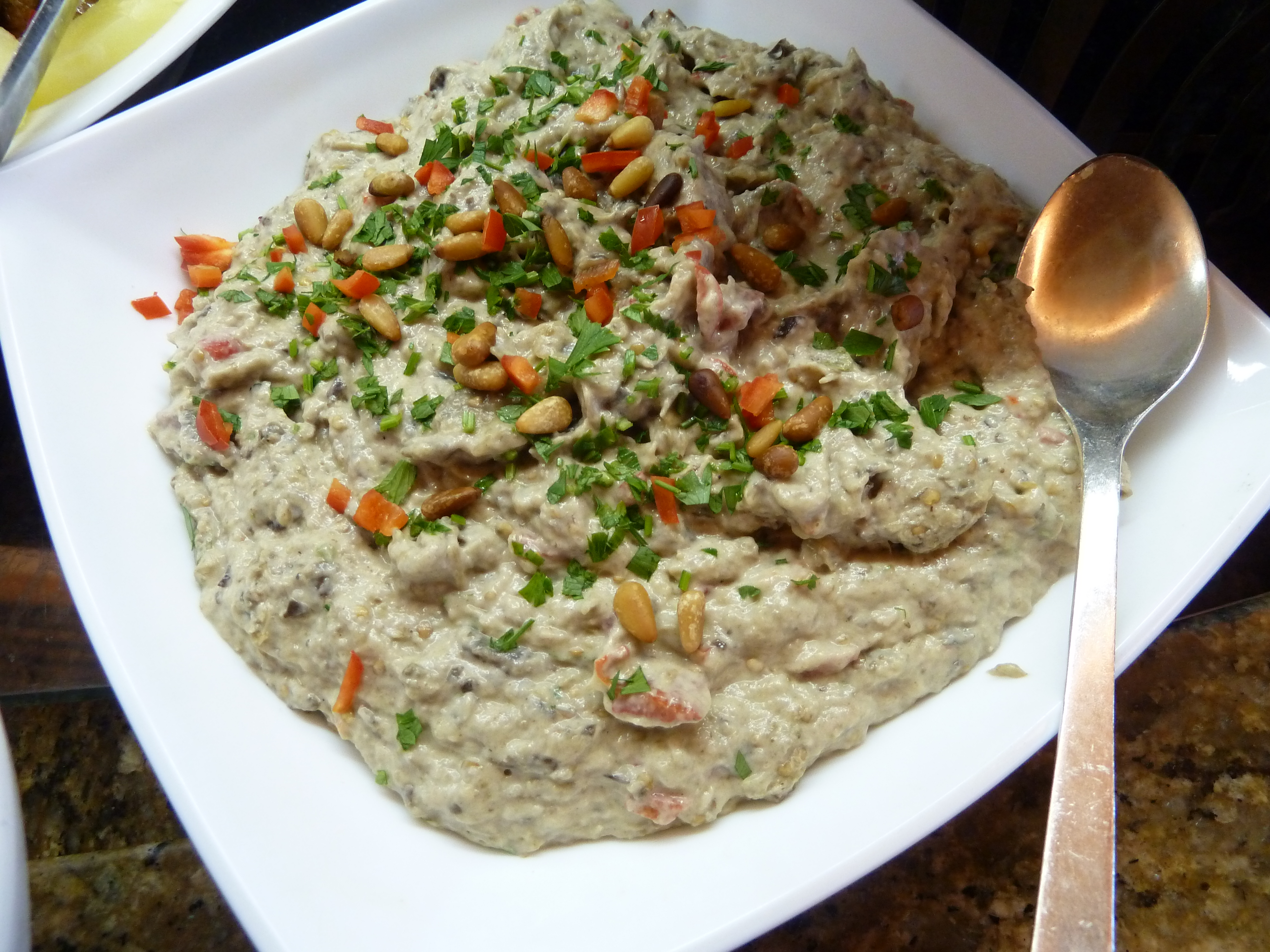
Izraelska sałatka z bakłażanów z majonezem

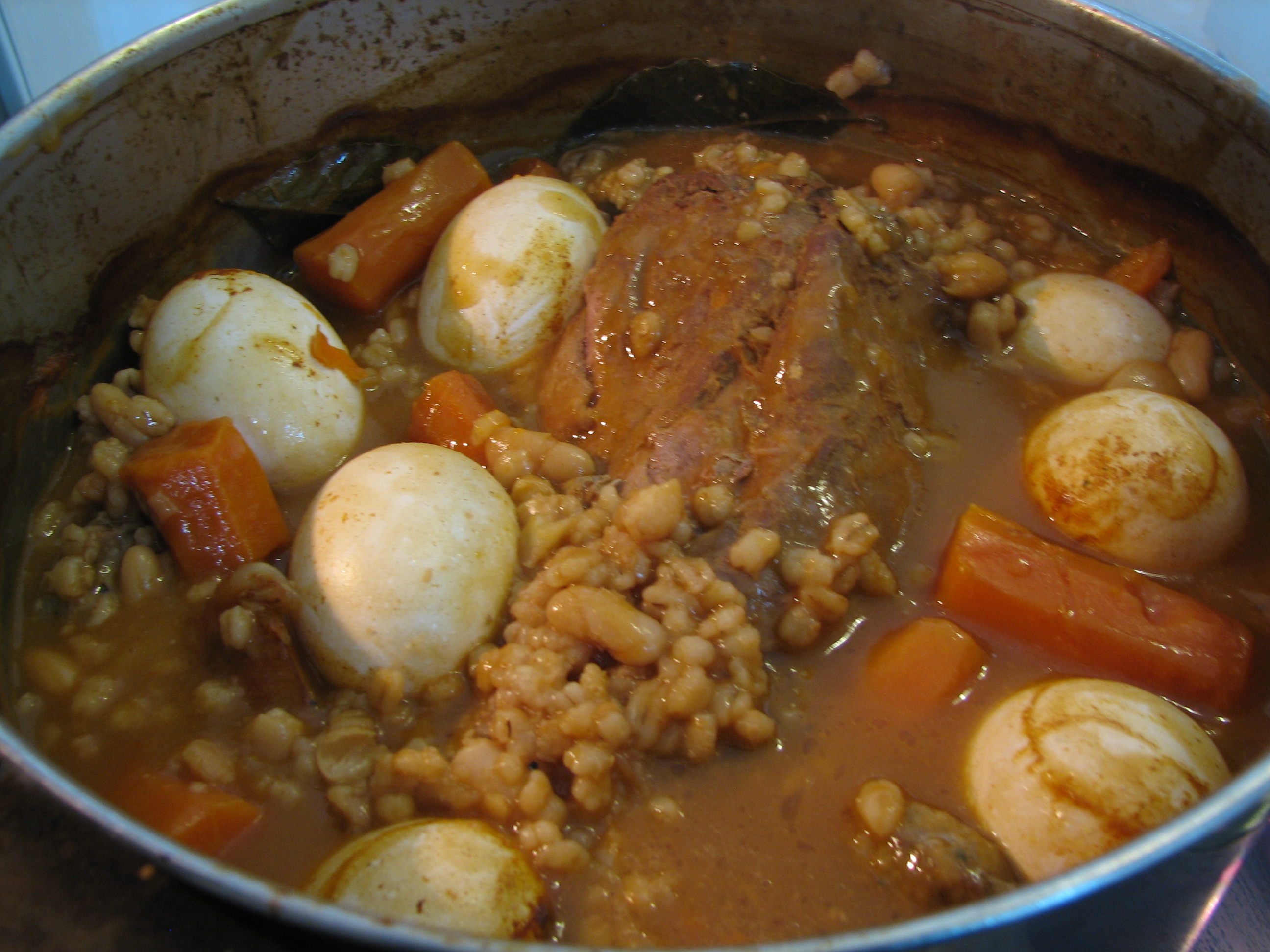
Czulent

Kuchnia Izraela – tradycyjna kuchnia Izraela łączy w sobie elementy kuchni śródziemnomorskiej, arabskiej, tureckiej, pomysły czerpiąc nawet z kuchni Dalekiego Wschodu. Ważnym jej elementem – szczególnie dla ortodoksyjnych wyznawców judaizmu – jest tzw. koszerność ściśle przestrzegana podczas przyrządzania i podawania potraw.
Obecna kuchnia żydowska współgra z kuchnią międzynarodową i przyswaja elementy narodowych kuchni innych krajów, co wynika także z dużego rozproszenia narodu żydowskiego na świecie przez wieki nieistnienia państwa izraelskiego (np. kuchnia Aszkenazyjczyków przypomina bardzo kuchnię rosyjską, polską czy niemiecką, zaś Sefardyjczyków – iberyjską). Najczęściej jednak łączy się z kuchnią palestyńską, gdzie dominują dania przygotowywane z jagnięciny i ryb.

## Tradycyjne potrawy
Do tradycyjnych dań kuchni izraelskiej należą m.in. tzw. cygara marokańskie (zawinięte w rurki, zapieczone, mocno przyprawione pieprzem, siekane mięso), podawane jako przystawka, a także mussachan (przyprawione mięso kurczaka z dodatkiem cebuli i migdałów – podobnie, jak wiele arabskich potraw podawane na chlebie pita).
Tureckie akcenty odnaleźć można natomiast w tahini – paście produkowanej z użyciem nasion sezamu, natki pietruszki, czosnku, nasączonej oliwą i sokiem z cytryny.
Wpływy kultury śródziemnomorskiej – głównie greckiej – ujawniają się zaś np. w deserze baklawa. Deser składa się z warstw ciasta, przekładanych masą orzechowo-migdałową, nasączonych syropem lub miodem.
Inne tradycyjne potrawy to np. podawany w szabas czulent (składniki: wołowina, ziemniaki, marchew, kasza jęczmienna, cebula i fasola), falafele (smażone w głębokim tłuszczu kulki ciecierzycy, zawinięte z liśćmi sałaty w chlebie pita) czy sałatka jerozolimska, bardzo przypominająca wiejską sałatkę grecką (m.in. oliwki, feta, czasem granaty).

## Przystawki

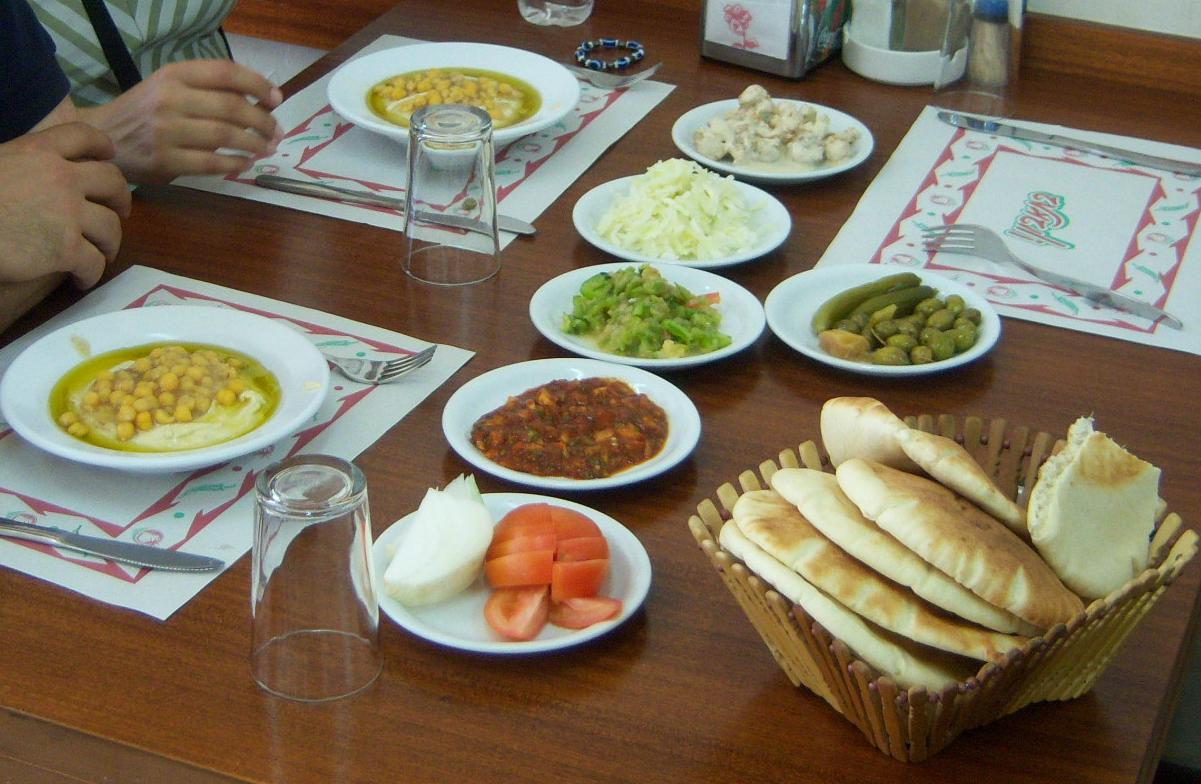
Zestaw przystawek charakterystycznych dla kuchni izraelskiej.

Ważną częścią pożywienia w krajach bliskowschodnich w ogóle są przystawki (hebr. salatim, gr. i arab. meze) – to zwykle od ich zaserwowania rozpoczyna się posiłek w izraelskiej restauracji. Do tradycyjnie podawanych w Izraelu przystawek należą: babaganusz (purée z pieczonego bakłażana), kibbe (krokiety z pszenicy bulgur i siekanego mięsa z dodatkiem cebuli i orzeszków piniowych), tabuleh (kuskus z dodatkiem drobno posiekanych liści mięty, natki pietruszki, dymki, pomidorów, ogórka, cytryny i oliwy) czy chociażby same oliwki, sałatka izraelska, miska marynowanych warzyw, chleb pita lub hummus (pasta z ciecierzycy, z dodatkiem oliwy, cytryny i czosnku).